# Trachelas mexicanus
Espèce
Synonymes
- Trachelas utahanus Chamberlin & Ivie, 1935
- Trachelas arizonatus Gertsch, 1942

Trachelas mexicanus est une espèce d'araignées aranéomorphes de la famille des Trachelidae.

## Distribution
Cette espèce se rencontre au Mexique au Sonora, au Chihuahua, au Durango, au Sinaloa, au Nayarit et au Jalisco et aux États-Unis en Arizona, en Utah, au Colorado, au Nouveau-Mexique et au Texas,.

## Description
Les mâles mesurent 6,03 millimètres en moyenne et les femelles 6,69 millimètres.

## Étymologie
Son nom d'espèce lui a été donné en référence au lieu de sa découverte, le Mexique.

## Publication originale
- Banks, 1898 : Arachnida from Baja California and other parts of Mexico. Proceedings of the California Academy of Sciences, sér. 3, vol. 1, p. 205-308 (texte intégral).